# Isle of Man TT 1971
Isle of Man TT 1971 je bila tretja dirka motociklističnega prvenstva v sezoni 1971. Potekala je na dirkališču Isle of Man.

## Razred 500 cm³
| Poz | Dirkač           | Št | Država              | Moštvo    | Hitrost    | Čas       | Točke |
| --- | ---------------- | -- | ------------------- | --------- | ---------- | --------- | ----- |
| 1   | Giacomo Agostini |    | Italija             | MV Agusta | 102.49 mph | 2:12.24.4 | 8     |
| 2   | Peter Williams   |    | Združeno kraljestvo | Matchless | 98.40 mph  | 2:18.03.0 | 6     |
| 3   | Frank Perris     |    | Združeno kraljestvo | Suzuki    | 96.51 mph  | 2:20.45.4 | 4     |
| 4   | Selwyn Griffiths |    | Združeno kraljestvo | Matchless | 95.03 mph  | 2:22.57.4 | 3     |
| 5   | Gordon Pantell   |    | Združeno kraljestvo | Kawasaki  | 95.02 mph  | 2:22.57.6 | 2     |
| 6   | Roger Sutcliffe  |    | Združeno kraljestvo | Matchless | 94.38 mph  | 2:23.56.2 | 1     |

## Razred 350 cm³
| Poz | Dirkač          | Št | Država              | Moštvo    | Hitrost   | Čas       | Točke |
| --- | --------------- | -- | ------------------- | --------- | --------- | --------- | ----- |
| 1   | Tony Jefferies  |    | Združeno kraljestvo | Yamsel    | 89.81 mph | 2:05.48.6 | 8     |
| 2   | Gordon Pantall  |    | Združeno kraljestvo | Yamaha    | 89.55 mph | 2:06.25.0 | 6     |
| 3   | W.A. Bill Smith |    | Združeno kraljestvo | Honda     | 89.81 mph | 2:07.40.8 | 4     |
| 4   | John Williams   |    | Združeno kraljestvo | AJS       | 88.94 mph | 2:07.17.0 | 3     |
| 5   | Mick Chatterton |    | Združeno kraljestvo | Yamaha    | 87.38 mph | 2:09.33.6 | 2     |
| 6   | Gerry Mateer    |    | Združeno kraljestvo | Aermacchi | 87.18 mph | 2:09.51.8 | 1     |

## Razred 250 cm³
| Poz | Dirkač           | Št | Država              | Moštvo | Hitrost   | Čas       | Točke |
| --- | ---------------- | -- | ------------------- | ------ | --------- | --------- | ----- |
| 1   | Phil Read        |    | Združeno kraljestvo | Yamaha | 98.02 mph | 1:32.23.3 | 8     |
| 2   | Barry Randle     |    | Združeno kraljestvo | Yamaha | 93.75 mph | 1:34.27.6 | 6     |
| 3   | Alan Barnett     |    | Združeno kraljestvo | Yamaha | 95.09 mph | 1:35.02.0 | 4     |
| 4   | Rod Gould        |    | Združeno kraljestvo | Yamaha | 95.09 mph | 1:35.14.0 | 3     |
| 5   | Bill Henderson   |    | Združeno kraljestvo | Yamaha | 94.32 mph | 1:36.01.2 | 2     |
| 6   | Guayla Marsovski |    | Švica               | Yamaha | 94.04 mph | 1:36.18.0 | 1     |

## Razred 125 cm³
| Poz | Dirkač         | Št | Država              | Moštvo | Hitrost   | Čas       | Točke |
| --- | -------------- | -- | ------------------- | ------ | --------- | --------- | ----- |
| 1   | Chas Mortimer  |    | Združeno kraljestvo | Yamaha | 83.91 mph | 1:20.54.0 | 8     |
| 2   | Borje Jansson  |    | Švedska             | Maico  | 81.83 mph | 1:23.43.6 | 6     |
| 3   | John Kiddie    |    | Združeno kraljestvo | Honda  | 76.14 mph | 1:29.12.2 | 4     |
| 4   | Peter Courtney |    | Združeno kraljestvo | Yamaha | 75.92 mph | 1:29.28.2 | 3     |
| 5   | Nev Watts      |    | Združeno kraljestvo | Honda  | 75.70 mph | 1:29.43.6 | 2     |
| 6   | C.Ward         |    | Združeno kraljestvo | Maico  | 74.14 mph | 1:30.23.6 | 1     |